# Stanisław Nisiewicz
Stanisław Nisiewicz (ur. 15 sierpnia 1941 w Dobrej) – polski działacz partyjny i państwowy, w latach 1981–1988 wicewojewoda słupski, były I sekretarz Komitetu Miejskiego PZPR w Słupsku.

## Życiorys
Syn Mikołaja i Józefy. Ukończył studia magisterskie. W 1965 wstąpił do Polskiej Zjednoczonej Partii Robotniczej, od 1969 był instruktorem w Komitecie Powiatowym PZPR w Lęborku. Od 1975 związany z Komitetem Wojewódzkim PZPR w Słupsku, do 1978 był kolejno kierownikiem Wojewódzkiego Ośrodka Propagandy Partyjnej, Wojewódzkiego Ośrodka Kształcenia Ideologicznego oraz Wydziału Pracy Ideowo-Wychowawczej. Od 1978 kierował natomiast Wydziałem Ekonomicznym KW PZPR w Słupsku. Od lipca 1981 do marca 1988 pełnił funkcję wicewojewody słupskiego. Od 1988 zajmował stanowiska członka egzekutywy Komitetu Wojewódzkiego i I sekretarza Komitetu Miejskiego PZPR w Słupsku. W III RP zajął się działalnością biznesową, został też honorowym członkiem klubu Rotary International w Słupsku.